# ラムプーン駅
ラムプーン駅（ラムプーンえき、タイ語:สถานีรถไฟลำพูน）は、タイ王国北部ラムプーン県ムアンラムプーン郡にある、タイ国有鉄道北本線の駅である。

## 概要
ラムプーン駅はタイ王国北部ラムプーン県の県庁所在地で、人口約14万人が暮らすムアンラムプーン郡にある。町の中心部よりやや北側に位置し、駅の正面側（西側）が市街地である。 東側には大きな工業団地があり日系企業もある。
当駅は首都バンコクから729.21km地点にある。クルンテープ駅から、特急列車利用で10時間程度である。一等駅であり、全列車が停車する駅でもある。1日に14本（7往復）の列車が発着しその内訳は、ディーゼル特急2往復、特急2往復、急行1往復、快速1往復、普通1往復である。また当駅を含むロッブリー駅より終点チェンマイ駅までは、単線区間である。

## 歴史
1897年3月26日にタイ官営鉄道最初の区間が、クルンテープ駅 - アユタヤ駅間に開業した。1900年12月21日に当初計画のナコンラチャシーマ駅まで完成した。この頃北本線をチエンマイまで整備することなり、少しずつ延伸開業の後、最後の工事区間が1922年1月1日に完成した。これに伴い当駅も開業した。
- 1922年1月1日 【開業】クンターン駅 - チェンマイ駅 (68.28km)

## 駅構造
単式および島式1面の複合型ホーム2面2線をもつ地上駅であり、駅舎はホームに面している。

## 駅周辺

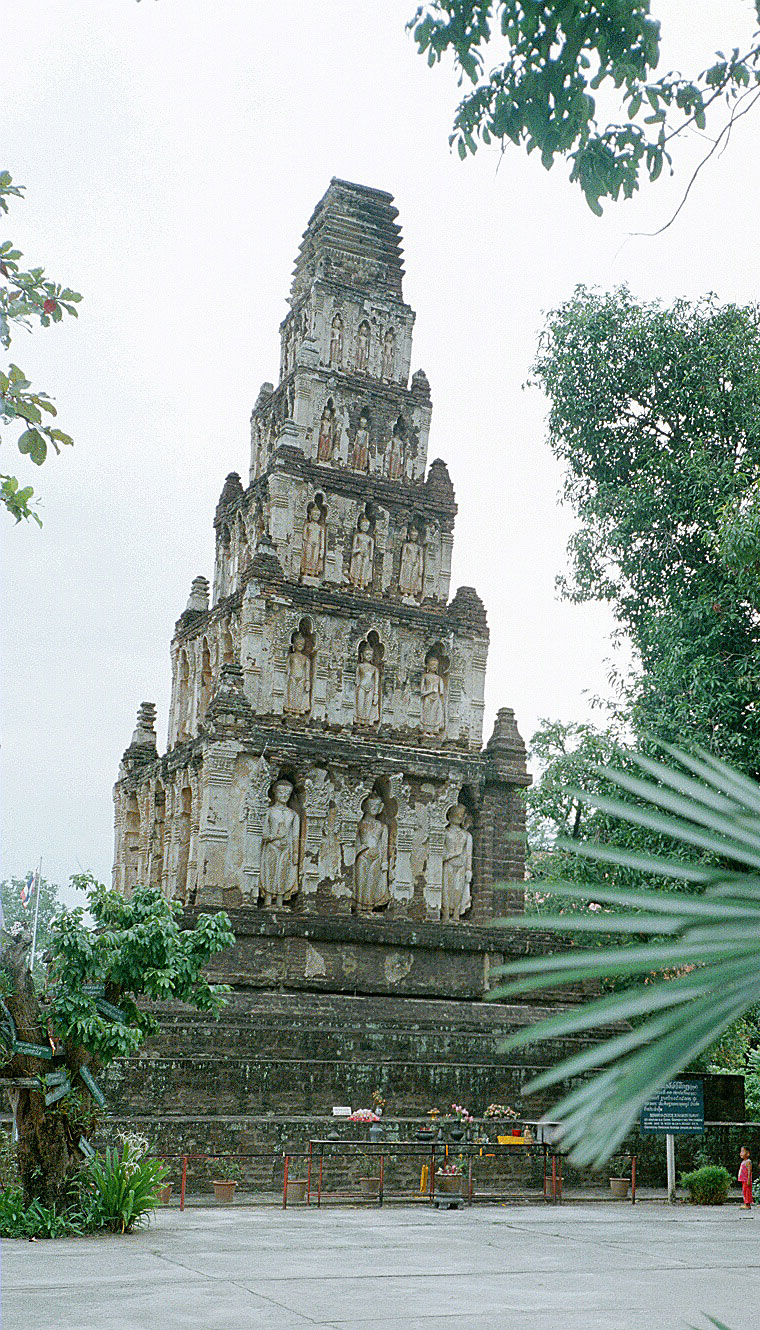
ワット・チャーマテーウィー（ワット・クークット）

- 北部工業団地 (2km)
- ハリプンチャイ国立博物館 (2.5km)
- ラムプーンバスターミナル (3.5km)
- ワット・チャーマテーウィー (4km)